# Cerkiew Zstąpienia Świętego Ducha w Kushiro
Cerkiew Zstąpienia Świętego Ducha – prawosławna parafialna cerkiew w Kushiro.
Pierwsza świątynia prawosławna w Kushiro powstała w 1898. W 1932 na jej miejscu wybudowana została nowa cerkiew, którą poświęcił w tym samym roku metropolita Sergiusz (Tichomirow). W 1992 budynek został gruntownie wyremontowany, co pozwoliło usunąć skutki trzęsienia ziemi, jakie miało miejsce kilka lat wcześniej i wywołało znacznie zniszczenia cerkwi.
Świątynia jest obiektem dwukopułowym, jednonawowym, z dzwonnicą położoną nad przedsionkiem. We wnętrzu znajduje się jednorzędowy ikonostas.